# Zieliński (nazwisko)
Zieliński (forma żeńska: Zielińska, liczba mnoga: Zielińscy) – polskie nazwisko notowane od 1424 roku.

## Etymologia nazwiska
Nazwisko powstało do nazwy miejscowej Zieleń, Zieleniec (kilka wsi).

## Rody szlacheckie
Zielińscy są wymieniani jako klejnotni następujących Herbów:

Herb Brochwicz
Herb Ciołek
Herb Dołęga
Herb Doliwa
Herb Grzymała
Herb Jastrzębiec
Herb Jelita
Herb Lubicz
Herb Odachowski
Herb Świnka

## Demografia
Zgodnie z serwisem heraldycznym nazwiskiem tym w Polsce na początku lat 90. XX w. pod względem liczby osób o danym nazwisku zarejestrowanych w bazie PESEL posługiwało się 85 988 osób. Taka liczba osób legitymujących się nazwiskiem Zieliński plasuje je na pozycji 9. wśród najpopularniejszych nazwisk w Polsce. Według bazy PESEL w 2015 roku nosiło je 58 771 Polek i 57 605 Polaków, co w sumie daje 116 376 osób. W tym okresie było to dziewiąte pod względem popularności nazwisko w Polsce.